# Panulirus echinatus
Panulirus echinatus е вид десетоного от семейство Palinuridae. Видът не е застрашен от изчезване.

## Разпространение и местообитание
Разпространен е в Асенсион и Тристан да Куня, Бразилия (Пернамбуко, Рио Гранди до Норти, Сеара, Триндади и Мартин Вас и Фернандо ди Нороня), Испания (Канарски острови), Кабо Верде и Остров Света Елена.
Среща се на дълбочина около 1,4 m.